# あさのハジメ
あさの ハジメ（1988年1月 - ）は、日本のライトノベル作家。2009年に発表された第5回MF文庫Jライトノベル新人賞において応募作、『まよチキ! 〜迷える執事とチキンな俺と〜』が最優秀賞を獲得し、同作を『まよチキ!』に改題してデビュー。東京都在住

## 経歴
高校時代頃に作家を目指すようになり、大学時代には長編小説を書いて、それを投稿。その後、2009年にMF文庫Jライトノベル新人賞最優秀賞を受賞し、同年に『まよチキ!』で作家としてデビューした。
2011年には『まよチキ!』がテレビアニメ化を果たし、また2作目の『初体験にオススメな彼女』も発売された。2012年7月には『まよチキ!』が完結、同年9月からは3作目の『蒼柩のラピスラズリ』が発売されている。さらに2013年8月からは講談社ラノベ文庫より『桃音しおんのラノベ日記』が発売となる。自身がデビューしたMF文庫J以外のレーベルでの作品は初となる。
2017年に行われた東京ゲームショウ2017にて、KLabとKADOKAWAによるメディアミックスプロジェクト『Project PARALLEL』のシナリオを担当することが発表された。

## 人物
『まよチキ』第一巻での作者紹介では、プロレスで好きな技は雪崩式ブレーンバスターとのこと。

## 作品

### MF文庫J
- まよチキ![6]（2009年11月 - 2012年7月、全12巻）
- 初体験にオススメな彼女（2011年7月 - 2013年2月、全6巻）
- 蒼柩のラピスラズリ（2012年9月 -2014年4月 、全7巻）
- ライフアライヴ!（2014年8月 - 2015年5月、全4巻）
- Classroom☆Crisis あなざーくらいしす（2015年7月 - 11月、全2巻）
- 嫁エルフ。（2017年2月 - 2017年7月、全2巻）
- ラピスリライツ 魔女たちのアルバム（2020年7月 - 、既刊2巻）
- キミの恋人オーディション 台本にないけどキスしていい？（2022年1月 - 、既刊1巻）
- 誰にも懐かないソロギャルが毎日お泊まりしたがってくる（2023年6月 - 、既刊2巻）
- 響界メトロ -SOUNDary LINE-（原作・監修：kyoukaimetro project、2024年1月 - 、既刊1巻）

#### 未単行本化短編
- 俺たちにはまだちょっとレベルが高い（2013年2月、僕は友達が少ない ゆにばーす2 掲載短編）
- 生前クールだった高嶺のお嬢様が死後やけに俺に甘えてきます（2022年9月、MF文庫J evo 参加短編[7]）

### 講談社ラノベ文庫
- 桃音しおんのラノベ日記（2013年8月 - 2014年8月、全4巻）
- 契ってください魔王陛下。（2015年1月 - 8月、全3巻）
- さすがです勇者さま!（2015年11月 - 2016年7月、全3巻）
- 学年トップのお嬢様が1年で偏差値を40下げてギャルになっていた話（2015年12月 - 2016年8月、全3巻）
- 異世界ギルドの英雄師弟（2016年9月 - 2017年6月、全3巻）

### 富士見ファンタジア文庫
- 編集さんとJK作家の正しいつきあい方（2017年3月 - 7月、全2巻）

### 角川スニーカー文庫
- 俺にだけ冷たい友利さんに裏アカ知ってると言ったら?（2023年3月 - 、既刊2巻）

### KCデラックス
- 五等分の花嫁【春夏秋冬】（原作：春場ねぎ、2025年1月[8] - 、既刊2巻）

### 漫画原作
- まよマヨ！(作画：栄智ゆう、『娘TYPE』2010年11月 - 2011年12月号、全2巻)

### 脚本
- ディーふらぐ!（2010年 - 2011年、ドラマCD）[9][10]
- Lapis Re:LiGHTs（2020年、テレビアニメ）[11]